# 戸籍
戸籍（こせき）とは、戸（こ/へ）と呼ばれる家族集団単位で国民を登録する目的で作成される公文書である。
かつては東アジアの広い地域で普及していたが、21世紀の現在では日本と中華人民共和国と中華民国（台湾）のみに現存する制度である。

## 概要
古代以来の中国の華北社会では戸（こ）と呼ばれる形態の緊密な小家族が成立し、これが社会構造の最小単位として機能していた。そのため政権が社会を把握するために個々の戸の把握が効果的であり、支配下の民の把握を個人単位、あるいは族的広域共同体単位ではなく、戸単位で行った。この戸単位の住民把握のために作成された文書が戸籍である。中華王朝や漢民族世界が華北から拡大しても、政権の民衆把握は戸籍を基礎として行われ、日本、朝鮮半島国家など周辺地域の国家でも戸籍の制度は踏襲された。
日本では律令制を制定して戸籍制度を導入した当時（「古代の戸籍制度」参照）、在地社会の構造は、中国大陸の華北のように戸に相当する緊密な小家族集団を基礎としたものではなかった。平安時代になって律令制衰退後、朝廷による中央政府が戸籍によって全人民を把握しようとする体制は放棄され、日本の在地社会の実情とは合致しなかった戸籍制度は、事実上消滅した。地域社会の統治は現地赴任の国司筆頭者（受領）に大幅に権限委譲し、さらに受領に指揮される国衙では資本力のある有力百姓のみを公田経営の請負契約などを通じて把握した。彼らを田堵・負名とし、民衆支配はもっぱら彼ら有力百姓によって行われるようになった。その後、上は貴族から下は庶民に至るまで、家（いえ）という拡大家族的な共同体が広範に形成されていき、支配者が被支配者を把握しようとするとき、この自然成立的な「家」こそが把握の基礎単位となった。
全国的な安定統治が達成された徳川時代の幕藩体制下でも、住民把握の基礎となった人別帳は、血縁家族以外に遠縁の者や使用人なども包括した「家」単位に編纂された。明治時代になると、中央集権的国民国家体制を目指すため、「家」間の主従関係、支配被支配関係の解体は急務であった。戸籍を復活させて「家」単位ではなく「戸」単位の国民把握体制を確立し、「家」共同体は封建的体制下の公的存在から国家体制とは関係のない私的共同体とされ、「家」を通さずに国家が個別個人支配を行うことが可能となった。
このように戸籍制度の復活は封建的な主従関係、支配被支配関係から国民を解放するものであったが、完全に個人単位の国民登録制度ではないため、婚外子、非嫡出子問題、選択的夫婦別姓問題などの「戸」に拘束された社会問題も存在する。これに対し、国民主権時代の現代では、より個人が解放された制度を目指して、戸籍制度を見直す議論も存在する。これらのうち、婚外子・非嫡出子問題については、2013年9月4日、相続において婚外子を差別する民法の規定が違憲であるとの判断を最高裁判所が下した。

## 各国の戸籍制度
戸籍制度は東アジアで戸と呼ばれる中華文明圏で成立した家族集団の認定を基礎とする、他地域に存在しない特有のものである。
近代以降、国民・住民の把握は国家により、個人単位あるいは家族集団単位で行われている。
欧米でもアングロサクソン系国家では個人単位、大陸系国家では家族登録制度を採用する傾向がある。特にアメリカ合衆国、イギリス、オーストラリアでは国家による家族登録を行わない伝統を持ち、戸籍のような家族単位の国民登録制度は存在しない。社会保障番号（Social Security Number）制度はあるが、これは年金の加入・支給を管理するため、つまり日本における基礎年金番号に相当するもので、戸籍のようなものは存在せず、結婚などの登録も役所の住民登録で済まされる。多くの州では居住地でなくとも婚姻届を受理する。

### 中国

#### 中華人民共和国
中華人民共和国では、戸籍を「戸口」といい、全ての人民は機関・団体・学校・企業など、「単位」と呼ばれる組織のいずれかに属するようになっている。「単位」の所在地により、俗に城市戸口（都市戸籍）と農村戸口（農村戸籍）とに表現が区分される。
改革開放以前、住居分配、初等中等教育、医療、食料配給などは基本的に単位ごとになされ、これらを享受できない本籍地以外の場所での生活は、事実上、不可能であった。改革開放以降、食料配給の廃止や外資企業の出現による単位への所属が流動化、インフラ設備の向上による流通の発展と第3次産業の発展、農村部経済の破綻と沿岸都市部での労働者需要の増大による「民工潮」（盲流現象）などから、本籍地以外でも社会的サービスを受けられるようになったが、依然として初等中等教育への就学は基本的に不可能で、医療では医療費面で差別があり、信用度の問題で銀行からの融資を受けられないことや、福利厚生費を企業が負担しなければならないので就職が難しいなどの問題がある。
戸口の移動は、他省への大学進学、大学卒業で国家機関や団体、大企業などへの就職による移動が基本で、最近では多額納税者や、小都市では住宅購入で戸籍の移動を認める地方政府もある。以前でも金銭を払うことで、農村から城市への戸口の移動が可能であった。戸口を記した「戸口簿」は中華人民共和国公安部（中国の警察）が管理している。
共産党政権下の中国では、戸口簿の他に、全人民一人一人に「人事檔（档）案」がある。これは先祖の階級をもとにした「本人成分」から始まり、家族構成、学校成績、党歴、就職、結婚、言動、旅行歴、交友関係、犯罪歴など、出生時から現在までの個人情報の全てが書き込まれている。人事档案は単位の共産党人事部、もしくは地方共産党支部の人事局や労働局が厳重に管理している。非公開で共産党員の担当官以外は閲覧出来ない。計画経済が衰退して資本主義経済を中国経済に取り入れて以降は（社会主義市場経済）、進学や就職の統制が無くなり、住民の移動の反映も完全に追跡しなくなったため事実上形骸化している。
中華人民共和国の戸籍制度は中華人民共和国の多くの差別的な政策が実施された根拠である。例えば、教育の面では、異なる都市の戸籍を持つ学生は、不平等な競争に直面している。北京、上海などの大都市の戸籍を持つ学生は、戸籍の優位で他の都市の学生の点数より低い(現在一部の省と市の大学入試は統一試験ではない)で地元の大学に入学することができる。義務教育の学区制度は、同じ都市の戸籍が重点学校と一般学校の学区にある学生に対して、教育資源は大きな差異がある。
2014年7月30日、中国国務院は「関於進一歩推進戸籍制度改革的意見」（戸籍制度改革の更なる推進のための意見）を発表し、その中で「2020年までに都市戸籍と農村戸籍を合わせた居民戸籍（住民戸籍）に統一する改革方針」を表明した。
大卒で40歳未満であれば都市の戸籍を取得できるなど緩和政策が始まっている。

### 朝鮮半島

#### 三国時代から高麗時代まで
朝鮮半島では律令が頒布された三国時代に施行されたようだ。日本の正倉院で発見された新羅民政文書は、その良い例である。
高麗時代には家や家族を単位にして、家籍に属する家族との身分関係などを記録した公文書として戸籍という名称が初めて現れた。
高麗時代には民の身分に応じて制度の内容も異なっていたようだ。すなわち、庶民は州郡県の地方官が毎年戸口を調査して戸部に報告しており、両班（貴族）は、3年ごとに戸籍2件を作成して1つは官庁に置いて、1つは自己家に置いた。内容は、戸主・世系、同居する子、兄弟、甥の義理など族派奴婢を記録した。

#### 日本統治時代
日本統治下では、身分の記載は削除された。

#### 韓国
大韓民国（韓国）でも戸籍は継承され、徴兵制度の運用もあり管理が厳しかった。「戸主制」に基づく制度となっていた。
しかし2005年2月3日に、憲法裁判所が韓国民法778条「一家の系統を承継する者、分家した者またはその他の事由により一家を創立したか復興した者は戸主となる」、781条1項「子は（中略）父の家に入籍する」、826条3項「妻は夫の家に入籍する」の三条項について、父系血統主義に立脚した正当な理由なき性差別の制度であるとして下した違憲判決に伴い、 翌月2005年3月2日にこれら三条項を撤廃する民法改正案が韓国国会で可決され、2007年大晦日限りで戸籍制度が撤廃された。その代わりに、2008年元日に家族関係の登録等に関する法律（ko:가족관계의 등록 등에 관한 법률、家族関係登録法）が施行されて、家族関係登録簿（ko:가족 관계 등록부）による（アメリカ合衆国と同様の）個人単位の登録となった。

#### 北朝鮮
一方、解放後の朝鮮民主主義人民共和国（北朝鮮）では戸籍に相当するものはなくなり、居住地の朝鮮労働党組織にて日本でいう住民登録が行われ管理されている。「公民登録法」により17歳以上の朝鮮公民（朝鮮民主主義人民共和国国籍を持ち北朝鮮国内に居住する者）は公民証（首都の平壌市民は1997年以後「平壌市民証」に切替）が発給され、本人確認が行われる。

### 台湾
日本統治下
日本と同様の戸籍制度で運用されていた。
中華民国統治下
中国国民党の一党独裁時代は、軍政時代の韓国同様、戸籍は警察が管理していた。代替制度であるID制度（「国民身分証」に記載されている。国民総背番号制）と平行して存在しており、一般的にIDの方が多用され戸籍は事実上形骸化している。

### 日本

#### 古代
古代日本の戸籍制度
大和朝廷では、直轄領の一部で行われた。
670年
大化の改新（645年）によって朝廷の支配体制が強化され、各地の豪族が作っていた戸籍に代わって、全国的な「庚午年籍（こうごねんじゃく）」という戸籍（へのふみた）が作られ、6年ごとに更新された。

#### 中世・近世
織豊政権
豊臣秀吉による太閤検地が行なわれた。
徳川時代
徳川幕府や寺社の作成した人別帳や宗門改帳や過去帳が、人民の登録簿であった。
これらは現代でも家系図作成などの際に参考にされることが多い。
1825年（文政8年）に長州藩（現：山口県）で戸籍法施行。この制度が明治維新後に明治政府に受け継がれ、近代戸籍制度が創設された。

#### 明治維新から第二次世界大戦まで
1868年（慶応4年）
長州藩の旧来制度を参考に京都府で戸籍仕法が行われる。
1869年（明治2年）
民部官に庶務司戸籍地図掛（国土地理院の前身の一つ）を創設。
1870年（明治3年）
戸籍地図掛が民部省地理司へと拡充。
1871年（明治4年）
民部省が廃止され、大蔵省租税寮へ管轄が移る。
1872年（明治5年）（明治5年式戸籍）
「戸籍法」明治4年4月4日太政官布告第170号・明治5年2月1日施行
前年制定の戸籍法に基づいて、日本で初めての本格的な戸籍制度が開始された。
この年の干支が壬申（みずのえさる）であることから、この制度によってできた戸籍を壬申戸籍（じんしんこせき）と呼ぶ。
戸籍の編成単位は「戸」、本籍は住所地であり、身分とともに住所の登録を行ったことから、現在の住民票の役割も担っていた。
「新平民」や「元えた」などの同和関係の旧身分（穢多、非人）や、病歴、犯罪歴などの記載があることから、現在は各地方法務局の倉庫で一般の目に触れないように厳重に保管されている。ただし、法務省の公式発表では壬申戸籍は行政文書非該当とし一切開示しておらず、廃棄したことになっている。
1874年（明治7年）
太政官達「大蔵省中戸籍、土木、駅逓ノ三寮及租税寮中地理、勧農ノ事務ヲ内務省ニ交割セシム」により、前年に発足した内務省に管轄が移動する
1886年（明治19年）（明治19年式戸籍）
「戸籍取扱手続」明治19年10月16日内務省令第22号・「戸籍登記書式等」同日内務省訓令第20号
本籍地は住所のままだが、住所が屋敷番から地番に変更となった。
除籍制度が設けられた。
1898年（明治31年）（明治31年式戸籍）
「戸籍法」明治31年6月15日法律第12号同年7月16日施行・「戸籍法取扱手続」明治31年7月13日司法省訓令第5号
家を基本単位とする戸籍制度が開始された。戸籍簿とは別に身分登記簿を設けた。
1915年（大正4年）（大正4年式戸籍）
「戸籍法改正法律」大正3年3月30日法律第26号・「戸籍法施行細則」大正3年10月3日司法省令第7号の大正4年1月1日施行
身分登記簿が煩雑であったため廃止し、戸籍簿に一本化された。

#### 戦後
1948年（昭和23年）（昭和23年式戸籍）
1948年（昭和23年）1月1日に新しい戸籍法が施行された。太平洋戦争前の戸籍が家を基本単位としていたのに対し、夫婦を基本単位とする戸籍に変更され、「戸主」を廃止して「筆頭者」を加えた。「華族」「士族」や「平民」「新平民」などの身分事項の記載は廃止された。
戦争による混乱のため、実際に戸籍簿が改製されるのは1957年（昭和32年） - 1965年（昭和40年）頃となった。
1952年（昭和27年）
住民登録法施行により、住民登録制度が開始され、住民票の作成が開始された。
これにより、非定住民である山窩（サンカ）、家船は制度的には消滅した。
1967年（昭和42年）
住民登録法を改正した住民基本台帳法の施行により、戸籍とリンクした住民登録制度が開始された。
1970年（昭和45年）4月
壬申戸籍を封印（後廃棄年度経過）。
1975年（昭和50年）
1977年（昭和52年）法務省、同和対策除籍等適正化事業により、除籍現戸籍の差別内容塗抹。
1976年（昭和51年）
除籍・現戸籍閲覧の禁止。戸籍の無制限の閲覧ができなくなり、本人などに限られた。
1981年（昭和56年）
食糧難の解消により米穀通帳が廃止された。
1994年（平成6年）
戸籍法の改正により、戸籍事務の電算化が可能になる。コンピュータで戸籍を管理する自治体が徐々に増えていった。

2002年（平成14年）
宮城県仙台市で2001年（平成13年）に発生した自動車窃盗団による戸籍不実記載事件により、内容訂正歴のある戸籍の再製を求める声が高まり、不実記載があった戸籍を作り直せるようになった。
2004年（平成16年）
オンラインでの戸籍手続の扱いを可能とする法改正等が実施され、システム構築にあたっての基準書『戸籍手続オンラインシステムの構築のための標準仕様書』が全国市町村に配布された。
婚外子に対する「男・女」という続柄差別記載がプライバシー権の侵害であると判示され、11月1日以降の出生については、「長男・長女」式に記載することになった。それ以前に出生した婚外子については、現行の除籍されていない戸籍についてのみ、申し出によって更正するとした。
2010年（平成22年）
高齢者所在不明問題が発覚、戸籍消除手続きの煩雑さに焦点が当てられた。
2011年（平成23年）
東日本大震災（東北地方太平洋沖地震）の影響により、宮城県南三陸町・女川町、岩手県大槌町・陸前高田市の戸籍データが失われた。2010年1月 - 2月分のデータが法務局に残されており、これを元に再製した。
2013年 （平成25年）
最高裁判所大法廷が、「相続において婚外子を差別する民法の規定が、日本国憲法に違反している」と、違憲判決を下した。
2020年 （令和2年）
最後まで残っていた東京都御蔵島村の戸籍が電算化され、全ての戸籍の電算化が完了。
2024年 （令和6年）
戸籍法の一部を改正する法律（令和元年法律第17号）が施行され、副本を管理している法務省のシステムをネットワークで接続し、本籍地以外の自治体でも戸籍を請求できることになった。（広域交付制度）
2025年 （令和7年）
改正戸籍法が施行され、戸籍への読み仮名の登録が開始予定。読み方については、一般的に認められているものとする基準が設けられる。

### 旧規定における戸籍用語
戸主
一家の代表者のこと。現行戸籍制度の筆頭者と違い、同意なく結婚した者を戸籍から除くことが出来るなど、非常に強い権限が与えられていた。
女戸主

私生子・私生児
父から認知されていない非嫡出子のこと。
庶子（しょし）
父から認知された非嫡出子のこと（旧民法827条2項）。
入夫婚姻
夫が女戸主をしている妻の戸籍に入る婚姻方法（旧民法736条）。婚姻後に妻が戸主を続けるか、夫が新たに戸主となるかは任意。
婿養子縁組
結婚と、妻の親との養子縁組を同時に行うこと。夫は妻側の戸籍に入る（旧民法788条）。入夫婚姻と異なり、女戸主以外と行う事ができる。
現在でも、男性が結婚相手（＝妻）の父母の養子になってから結婚することを婿養子や入り婿というが、「結婚後に妻の姓を称する＝婿養子」という誤解が多い。
隠居

家督相続
戸主を新たに別の者に引き継ぐこと。戸主が死亡・隠居したとき、戸主自身が婚姻し別戸籍に去ったとき、女戸主が入夫婚姻を行い夫に戸主を譲るとき、入夫婚姻により戸主となった夫が離婚により戸籍を出るとき、戸主が日本国籍を失ったときに行われる。
推定家督相続人

離籍
戸主の同意を得ずに結婚・養子縁組した家族や、戸主の指定した場所に居住しない家族について、家から排除すること。離籍は戸主の権利だが、未成年者と推定家督相続人は離籍することができない。
復籍拒絶
家族が戸主の同意を得ずに結婚・養子縁組して他の家に入った場合、新たな家までは元の戸主の権限が及ばないため、離籍をすることができない。しかしその後に離婚・養子離縁をすると通常は元の家に戻る（復籍）ことになるが、このとき戸主は復籍を拒絶することができる。この場合、復籍拒絶された者は一家創立を行う。
一家創立
戸主により入籍や復籍の拒絶をされた者や、入るべき戸籍が無い者が、新たに家を作ること。
廃家
戸主が家族を連れて他の家に入るため、元の家を廃すること（旧民法762条）。
絶家
戸主が死亡したことなどにより家督相続が始まったが、相続人が一人もおらず、家が消滅すること（旧民法764条）。廃家が戸主の意志を元に行うのに対し、絶家は不可抗力により生じる。
分家

廃絶家再興
廃家・絶家した家を、縁故者が戸主となり再興すること。ただし元の家の財産など各種の権利を引き継げるわけではないため、単に家の名前を残すための手続に過ぎない。
族称

襲爵

## 日本の戸籍制度

### 制度のあらまし
日本の戸籍制度（こせきせいど）は、国民一人一人を（居住の国内外を問わず）出生から登録する制度である。居住地を登録し、地方公共団体との関係を明示する住民登録制度とは異なる。居住地は住民票と関連付けて戸籍の附票に記載されており、居住地の追跡にも利用することができる。
戸籍は元来は徴税・徴兵のために設けられ、家制度の根幹であった。しかし第二次世界大戦後の民法改正に伴う戸籍法改正により、現在の目的は大きく変わった。国民健康保険や国民年金などの行政サービスに用いるデータは住民票を基にしており、戸籍の果たす直接的な役割は低下している。
現在では、日本人の出生（親と生年月日）、氏名、婚姻（配偶者）、子・養子縁組、帰化、外国国籍の離脱等の一身上に関する事柄（法的に「身分関係」と呼ぶが、差別的な意味はない。）を明確にするものとなっている。婚姻・離婚の届出や日本国旅券（パスポート）の発給にかかわるほか、親族の関係を証明する唯一の手段として相続人の特定にも活用される。
身分関係の異動が発生するたびに発生地の身分官吏が証書（英：act）を作成するという海外の身分関係管理の基本的な方法と比べて、戸籍制度では、本籍地で情報が集約され、かつ家族単位で管理されることから、身分関係、特に親族関係を公証するにあたって国民の負担が少なく、迅速な手段であると同時に、行政の視点からも極めて体系的な仕組みであるため、管理がしやすいという利点がある。大前提として、よほど手の込んだ不正のない限り、「出生から死亡までの履歴」が記録され、住民基本台帳制度との連携により、戸籍の附票を閲覧すれば転居の履歴が判明し、市町村名までの出生地は移記すべき事項と定められているので、転籍や分籍をした後の戸籍にも記載され、相続などの手続きの際に取るべき手順が明確である。婚姻のほか本籍の移転による転籍届により新戸籍が作られるシステムでは、婚姻や相続の際に、一つの戸籍だけでなく何重にも遡り各地の戸籍を取得しないと、婚姻歴や子の有無が分からないことがあり、一つの戸籍でその者の出生から婚姻・離婚、死亡まで網羅される個人単位のシステムと比べると不便な面があると言われているが、個人番号（マイナンバー）制度の導入により、この問題は将来的に解決するとされる。
戸籍謄本の身分事項【従前戸籍】（「前の本籍地」ではなく「前の戸籍」）は、前に記載されていた戸籍の筆頭者（婚姻または分籍により新たに戸籍を編製した場合は親、離婚により新たに戸籍を編製した場合は前配偶者。）と本籍地が記載される。転籍歴の記載はない（戸籍事項・戸籍改製【改製事由】平成6年法務省令第51号附則第2条第1項による改製）。
2024年（令和6年）3月1日から、戸籍法の一部を改正する法律（令和元年法律第17号）が施行され本籍地以外の市区町村の窓口でも、戸籍証明書・除籍証明書を請求できるようになった（広域交付）。ただしこれは電算化された、申請者の直系尊属、直系卑属の戸籍のみであり、代理人による請求はできない。また戸籍抄本や除籍抄本、戸籍の附票も請求の対象外である。
戦前の戸籍謄本は手書きだったが、枠内に収めるため小さな字や略字を多用することから判読が困難であり、同じく手書きだった登記簿謄本と共に行政手続に支障があった。2022年、凸版印刷は人工知能を利用し戸籍謄本や登記簿謄本の手書き文字を判別するシステムを開発した。

### 記載内容

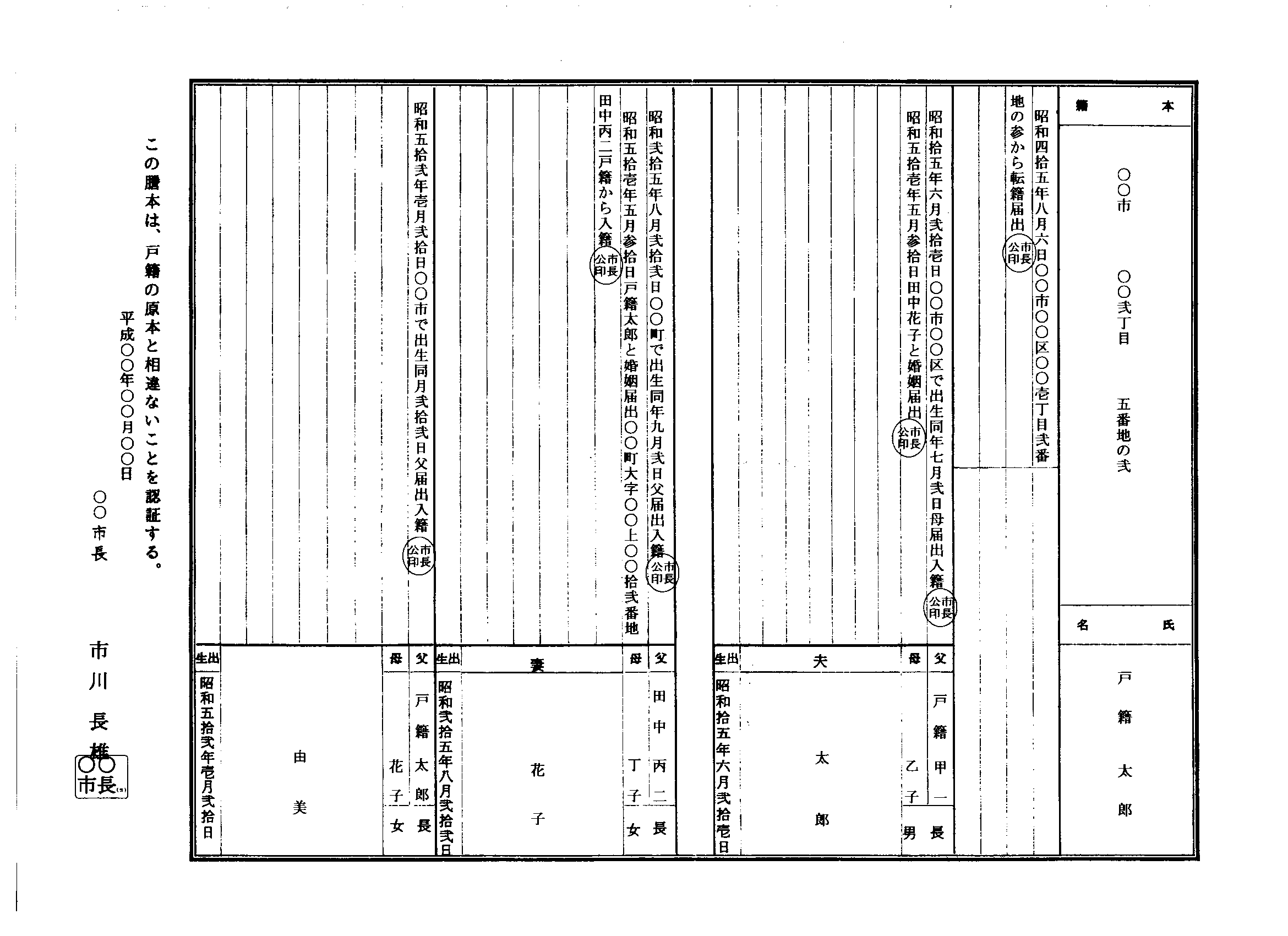
戸籍謄本
戸籍簿を電算化していない自治体のもの

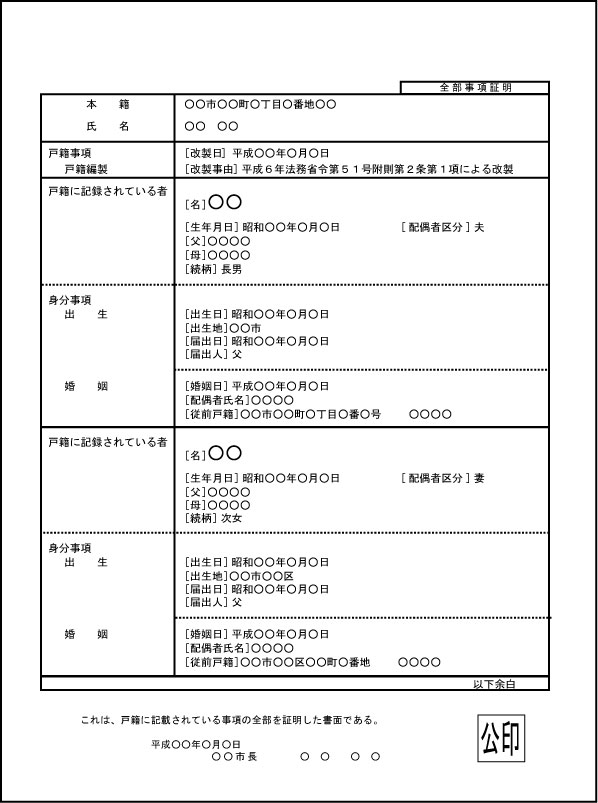
戸籍全部事項証明書
戸籍記録を電算化している自治体のもの

戸籍簿は、日本国籍を有する者のほとんどについて男女の性別、氏名や生年月日などの基本情報と、婚姻などの事跡が記載されており、行政事務で極めて重要な役割を持っている。戸籍は日本国籍を有する者の身分関係を証明する唯一無二の公的証書である。戸籍は和紙に印刷してあるが、以前は枠以外は手書きで書くか、和文タイプライターにより記入されていた。
戸籍簿は、一人もしくは2世代を最大とする複数人の生年月日・死亡年月日、性別、氏名、続柄（血縁関係）、婚姻歴・離婚歴、養子縁組歴などの情報が記載されており、戸籍の附票は現住所と転居履歴が記載されている。基本的な記載内容は1948年に施行された改正戸籍法から変更されていない。
この戸籍簿と同一の記録事項を、一定条件のもとで請求があれば、戸籍簿を管理している自治体（本籍地を所轄する自治体）が公的証明書類として発行する。戸籍簿の電算化が行われる以前は戸籍簿のコピー（コピー機の導入以前は手書きによる写し）に自治体の長の公印が押印されたものが発行される、そしてこれを「戸籍謄本」という。電算化が行われて以後は、戸籍簿と同一の記録事項を出力印字して自治体の長の公印が押印された書類が発行される、そしてこれを「全部事項証明書」という。戸籍謄本および全部事項証明書は戸籍簿に登録されている全員の記録事項が記載されるが、特定の一人のみ抽出して記載した書類をそれぞれ「戸籍抄本」「個人事項証明書」という。
2025年5月26日に改正戸籍法が施行され、戸籍に読み仮名（氏名の振り仮名）が記載されることとなった。
日本の戸籍は日本国籍を有する人物のみが記載され、外国籍の者は、日本国籍を有する者の配偶者や父母としてのみの記載がされる。住民基本台帳は記載されているが戸籍は記載されていない人物（住民票及び個人番号がある無戸籍者）も存在し得る。

### 戸籍の届出の種類
- 本人の本籍地または届出人所在地でしなければならない。（第25条）

- 書面または口頭ですることができる。（第27条）※実務では、口頭届け出を受け付けることはまず無く、書面を要求される。口頭の場合は、調書を役人が作らねばならず、面倒だからである。

出生届（戸籍法第49条の届）
子が出生したときに14日以内に提出する届出である。医師等による出生証明書を添付する（一般的にA3判の用紙の右半分に欄が設けられている）。なお、届け出の段階で名前をまだ決めていないときは、子の名の欄に（名未定）と書き役場にだす。その後名前を決めた時点で「追完届」というものに名前等を記載し提出すればよい。
特別なデザインの届出書を用意している自治体もある。
婚姻届（戸籍法第74条の届）
婚姻（結婚）をする場合に必要な届出である。証人2名の署名押印が必要。
特別なデザインの届出書を用意している自治体もある。
離婚届（戸籍法第76条の届）
離婚をする場合に届ける。筆頭者でない側（配偶者）が、戸籍を抜けることになる。協議離婚と裁判離婚（調停、審判、訴訟）との2種類がある。
死亡届（戸籍法第86条の届）
死亡を知ってから7日以内に届ける。死亡診断書または死体検案書の添付が必要である（一般的にA3判の用紙の右半分に欄が設けられている）。身元不明で引取者がいない場合（いわゆる行き倒れ）は行旅死亡人といわれ、引取り人を探すために市区町村長名での公告が官報に掲載される。
認知届（戸籍法第60条の届）
（主に男性が）生物学的な自分の非嫡出子を法的な自分の実子とするための届出である。子の母が別の男性と結婚している場合、子はその夫婦の嫡出子となる（離婚後300日以内の出産の場合を除く）ので、嫡出否認もしくは親子関係不存在の訴えが認められるまで認知できない。
養子縁組届（戸籍法第66条の届）
養子を受け入れるための届出である。年上の人物と尊属と自分の嫡出子は養子にできないが、嫡出でない実子と、実妹弟、実孫などは養子にできる。
養子離縁届（戸籍法第70条の届）
養子を解消するための届出である。
特別養子縁組届
特別養子を受け入れるための届出である。実親が養育に不適格であるなどの特段の事情がある場合のみに認められる。通常は15歳未満でなければ特別養子縁組はできず（ただし15歳未満から養親候補から事実上養育されており、やむを得ない事由で15歳までに申し立てが出来ない場合は15歳以上でも可能）、縁組は家庭裁判所の審判が必要。
特別養子離縁届
特別養子を解消するための届出である。特段の事情がある場合のみ認められる。
離縁の際に称していた氏を称する届（戸籍法73条の2の届）
養子離縁によって旧姓に戻った人が養子時の名字に戻るための届出である。
離婚の際に称していた氏を称する届（戸籍法77条の2の届）-いわゆる「婚氏届」
離婚によって旧姓に戻った人が婚姻時の名字に戻るための届出である。離婚から3ヶ月以内に届け出なければならない（離婚届と同時に届け出ることも可）。
親権（管理権）届
「親権者指定」「親権者変更」「親権喪失」「親権喪失取消」「親権辞任」「親権回復」「管理権喪失」「管理権喪失取消」「管理権辞任」「管理権回復」の10種類の届出があり、子供を養育する権利と財産を管理する権利についての手続きを行うための届出である。
失踪届（戸籍法第94条の届）
ある人が平常地域で行方不明（失踪）になった場合（普通失踪）は、最後の目撃日から7年後に家庭裁判所が6ヶ月間の失踪宣告を行い『官報』などに掲示する。戦地での作戦行動中行方不明や沈没船に乗船していたなどの場合（特別失踪）は、戦争終結あるいは船の沈没から1年後に家庭裁判所が2ヶ月間の失踪宣告を行い『官報』などに掲示する。それでも発見されない場合は失踪が確定し、本届を提出すると失踪した人は死亡したものとみなされ、相続などが行われる。
復氏届（戸籍法第95条の届）
配偶者と死別した人が、旧姓に戻る場合に行う届出。
姻族関係終了届（戸籍法第96条の届）
配偶者が死亡してもそのままでは配偶者の血族との間に姻族関係があるため、姻族が生活困難になった場合などに扶養義務がある。姻族との関係を終了させるための届出である。
推定相続人廃除届（戸籍法第97条の届）
推定相続人が被相続人に対して著しい虐待などをした場合に推定相続人の遺留分を含む相続権を剥奪する届出である。廃除の裁判が確定した場合は裁判の謄本を添附して届け出なければならない。
入籍届（戸籍法第98条の届）
父母の離婚・養子縁組・養子離縁などによって父母と別戸籍になった子を父母（父または母）と同じ戸籍に入れるための届出である。
分籍届（戸籍法第100条の届）
特定の一人のみ戸籍を分ける際に出す届出である。18歳以上の未婚者（つまり筆頭者と配偶者以外の者）であれば可。戦前の「分家届」と似ているが、全く異なるものである。
国籍取得届（戸籍法第102条の届）
国籍法の規定により外国人が日本国籍を取得した際にする届出である。
帰化届（戸籍法第102条の2の届）
外国人が帰化した際にする届出。法務大臣による帰化の許可の告示から1か月以内にしなければならない。
国籍喪失届（戸籍法第103条の届）
日本国籍を持つ者が外国籍を自己の意思で取得した場合は日本国籍を自動的に喪失するので（国籍法11条）、外国籍を得た時は日本国籍の自動喪失を届け出ねばならない。
国籍選択届（戸籍法第104条の2の届）
外国籍を有する日本人が日本国籍を選択する場合に届け出る（国籍法14条）。重国籍になったのが18歳未満であれば18歳が期限であり、18歳以上であればなった時点から2年が期限である。期限を越えた場合、法務大臣は書面により当人に国籍の選択をすべきことを催告することができる（国籍法15条）。
外国国籍喪失届（戸籍法第106条の届）
外国の国籍を有する日本国民が当該外国の国籍を喪失した場合に届け出る。
氏の変更届（戸籍法107条1項の届）
家庭裁判所の許可を受け、氏（名字）を変更する。
外国人との婚姻による氏の変更届（戸籍法107条2項の届）
外国人と結婚した日本人はそのままでは氏（名字）は変わらないが、結婚後6ヶ月以内であればこの届出で名字を変えることができる。
外国人との離婚による氏の変更届（戸籍法107条3項の届）
外国人と結婚後、107条2項の届出によって氏（名字）を変えた人が、離婚後3ヶ月以内に旧姓に戻るための届出である。
外国人父母の氏への氏の変更届（戸籍法107条4項の届）
片親が外国人の場合、子が親の氏（名字）を名乗るための届出。家庭裁判所の許可が必要である。
名の変更届（戸籍法第107条の2の届）
家庭裁判所の許可を受け、下の名前（名）を変更する。語義がいじめの原因になったとして許可が下りた事例が存在する。
転籍届（戸籍法第108条の届）
本籍地を移転するための届出である。
就籍届（戸籍法第110条の届）
親子関係などから日本国民であると推定されるが戸籍のない者（例：樺太などの旧日本領からの引揚者、無戸籍者、未就籍児、両親が没した中国残留孤児）が、家庭裁判所の許可（通常、家事事件手続法226条2号の審判による）を得てから既存の戸籍に入ったり、新しい戸籍を作ったりするための届出である。なお、住民票記載及び個人番号が存在した者について、無戸籍化と就籍が発生しても、個人番号に変更は無い。記憶喪失により身元不明となった人物の仮の戸籍を作成する際にも利用される。
未成年者の後見開始届（戸籍法第81条の届）
両親が死亡するなどして未成年者に親権を行使する者がいない場合、または親権者に管理権がないときに届出が必要になる。
不受理申出
婚姻届や離婚届などを無断で提出されないための申し出。不受理となった場合に郵送で通知される。芸能人が勝手な婚姻届を出すファンからの自衛に利用している。
不受理申出取下書
不受理申出を取り消すための書類である。上記の理由がなくなった場合に申し出る。
死産届（しざんとどけ）（昭和21年厚生省令第42号（死産の届出に関する規程）による）
12週以上の胎児を死産・中絶した場合にこの届出を行う必要がある。この届出を行うことにより、死胎についての埋葬火葬許可証が発行される。

### 戸籍関連の書類
戸籍全部事項証明書
戸籍に記載された内容の全ての証明書である。電算化されていない戸籍の場合は「戸籍謄本」（こせきとうほん）（“謄”は全文の写しを意味する）というが、今はほとんど電算化されたため見かけなくなった。
戸籍個人事項証明書
戸籍に記載された者のうち全員ではなく必要者のみの内容の証明書である。電算化されていない戸籍の場合は「戸籍抄本」（こせきしょうほん）という（“抄”は全てではなく必要部分の写しを意味する）が、今はほとんど電算化されたため見かけなくなった。
「省略抄本」と通称されているもの
現戸籍や除籍の必要な事項のみ記載した抄本である。証明文自体は通常の戸籍抄本と同様。電算化された戸籍の場合は「一部事項証明書」という。
除籍全部事項証明書
除籍された戸籍の証明書である。電算化されていない戸籍の場合は「除籍謄本」という。
戸籍に記載された者全員が死亡・離婚・婚姻などの理由により除かれるか、戸籍全体が他市町村へ移動したときに除籍となる。相続に際して相続権利者の存在を確認するために請求されることが多い。
除籍個人事項証明書
除籍された戸籍の証明書である。電算化されていない戸籍の場合は「除籍抄本」という。
改製原戸籍謄本（かいせいげんこせきとうほん、又はかいせい「はらこせき」とうほん）
戸籍法の改正による戸籍の管轄省令により戸籍を作り変えた（改製した）場合に、その元になった戸籍の謄本である。現在交付可能な改製原戸籍は2種類ある。
- 1947年（昭和22年）の法改正に伴う、昭和22年司法省訓令による改製原戸籍および昭和32年法務省令による改製原戸籍
- 1994年（平成6年）の法改正に伴う、平成6年法務省令による改製原戸籍（電算化を行った市区町村）。「平成改製原戸籍(平成原戸籍)」とも言う。

1994年（平成6年）以降は戸籍の改製が行われるような法改正が行われていないため、改製原戸籍全部事項証明書は存在しない。
改製原戸籍抄本
改製によって除かれた戸籍の抄本である。上記項目同様、改製原戸籍個人事項証明書は存在しない。
戸籍の附票
戸籍と住民票の記載事項を一致させる記録である。戸籍法ではなく、住民基本台帳法に基づく記録である。

戸籍の除附票
除籍された戸籍の附票である。住民基本台帳法施行令により、最低5年間保存される。
再製原戸籍証明
戸籍の再製が行われたときに、再製される前の戸籍について証明する書類である。
不在籍証明
ある人物がある番地の戸籍に記載されていないことを証明する書類である。
婚姻要件具備証明書
日本国籍を有する者が、外国の法律に基づき結婚するときに、相手国に対し結婚する資格があることを証明するために使用される書類である。
同性婚や近親婚、重婚を防ぐため、結婚相手を特定し、その相手との婚姻資格を証明する。ただし「日本の法律に基づいた婚姻資格」の証明のため、先の例のように同性婚が認められる国で結婚する場合でも、日本の戸籍法では同性婚を認めていないため、この証明は発行されない。地方自治体が導入しているパートナーシップ制度などについては「日本における同性結婚」参照。
主に外国人と結婚する為に用いられるが、日本人同士が外国で結婚する場合に用いられる場合もある。外国人と結婚する場合でも、日本の法律に基づいて結婚する場合は不要。本籍のある市町村で発行するほか、戸籍謄本を持参して法務局や大使館・領事館などから発行することも可能。
独身証明書
婚姻用件具備証明とは異なり、単に戸籍上の婚姻関係が生じていないことを証明する書類である。主に結婚情報サービスへの登録時に用いる。
従来は本籍地でしか取得できなかったが、2025年から各地の自治体窓口でも取得できるように運用が変更された。
受理証明書
各種の届出を受理した証明書で、外国人が日本で出生届けを提出したへの提出などに使われる。
届出した内容が戸籍に反映され、戸籍謄本などとして証明できるまでに数日を要し、それまでの間に届出内容に基づいた手続きを行うためにも用いられる。
ただ実態として、婚姻などをした事のみの証明である特性を利用し、出生事項などの余計な情報が記載されていない証明書として用いられることも多い。
「不受理証明書」というものもある。これは届出が受理されない処分の際に、請求により無料で発行される。不服申し立て（家庭裁判所にする）をなす時などに使う。
届書記載事項証明書
各種の届出を複写し長が認証した証明書である。受理証明書は届出の内容を抜粋して証明するのに対し、届書記載事項証明は届け出た書類そのもののコピーとなるため、使用目的や請求権利者が厳格に規定されており、特定の目的以外では発行されない。
この中で最も発行されることの多い「死亡届記載事項証明書」は遺族年金や簡易保険の手続きに使われる。
戸籍記載事項証明書
戸籍謄本の記載事項の一部について証明するもので、必要な項目のみを証明したい場合に用いられる。
特別なデザインの受理証明書
婚姻・離婚、養子縁組・養子離縁・認知の届出では通常の受理証明書の他に、上質紙を用い賞状のような外観の証明書を発行する自治体がある。外国籍の者との婚姻事実や離婚事実を日本国戸籍事務管掌者として日本国の方式で婚姻や離婚が成立したことを証することが目的として作成されるものだが、一般に大切な事項の記念として請求される場合が多く、特に婚姻届受理証明書はカラー印刷や地元の美大生によるデザインなど工夫を凝らしたものが発行されている。発行手数料が通常の証明書より高額となっており、4倍の手数料を請求する自治体もある。
身分証明書（身元証明書）
禁治産者・準禁治産者の宣告、1999年（平成11年）以降は成年後見制度に基づく登記を受けていない、破産宣告を受けていないことの証明書である。被保佐、被補助については記載されない。一部の職種（例：警備業における警務職）に就職する場合や、許認可業（建設業や宅地建物取引業など）で役員や支配人等、一定の者がこれらに該当していない事が許認可要件となっている場合に開業や更新の届出をする時などに要求される。本書をもって本人である証明はしない。

### 皇室
なお、皇室を構成する天皇・上皇・皇族は一般国民のような戸籍を持たず、天皇・上皇・皇族の身分に関する事項は「皇統譜」（こうとうふ）に登録される。皇室典範の規定により皇族の身分を離れた者については、皇統譜にその旨が記載され、法律の規定に基づき新たな戸籍が編製されるか既存の戸籍に編入される。一方で、婚姻により非皇族から皇族になった者は戸籍から除かれる。
天皇・上皇・皇族には戸籍法が適用されないため、住民基本台帳法も適用されない。つまり、天皇・上皇・皇族には戸籍も住民票もない。

### 無戸籍者問題
離婚後300日以内に生まれた子を前夫の子とみなす嫡出推定（民法772条）や、夫や元夫からの追跡や暴力を避けるために母親が出生届を出さなかったなどのために戸籍がない無戸籍者がいる。法務省が把握しているのは838人（2021年5月10日時点）、「民法772条による無戸籍児家族の会」は1万人以上と推定している。戸籍を得るためには家庭裁判所で就籍許可を得て、就籍届を市区町村に提出する。裁判・調停となるケースも年3000件程度あるが、嫡出推定などが障害となり500件程度は認められない傾向が続いている。
無戸籍であっても出生証明書や住民票は取得でき、住民票に基づく権利や行政サービス（義務教育など）を受けられる。ただし、婚姻届や旅券（パスポート）取得はできない。責められるような違法行為だと思い込み、困窮しても自治体に相談せず、餓死に追い込まれた例もある。このため、無戸籍者を含む孤立・困窮世帯の把握や相談対応を強化する自治体もあるほか、法務省は再婚後に生まれた子供は再婚した夫の子とする法改正の準備を進めている。
母親が匿名で出産し子供に名前を伝えない「内密出産」の場合、出生届は母親の欄が空欄として提出されるが、法務省では、「一般論として出生届の母親の欄が空欄だとしても、日本国籍だと認められれば戸籍に記載する」との見解を表明している。
桜花の発案者である大田正一は報復を恐れて戦死を装ったため戦後に戸籍が抹消され、無戸籍者のまま生活していた。

### 諸論点
現行制度では外国人（日本国外の外国籍者）と結婚しない限り夫婦別姓が不可能なため、一方の者は結婚前まで使い続けていた氏が公的証明で通用しないとして選択的夫婦別姓制度の導入を望む声がある。ただし、旧氏併記の身分証が2019年11月以降使えるようになっている。
一方で、戸籍上の氏を別々にしなくても、すなわちファミリーネーム（家名）としての氏の本来の機能を維持しつつ、マイナンバーカードやパスポートに旧姓のみを記載して改姓手続きを一切不要にする法案も、2025年（令和7年）に出されている（第217国会「婚姻前の氏の通称使用に関する法律案」）。旧姓を生活の全場面で称することができるので、同案を夫婦別姓の一形態としてみられることがあるが、民法上と戸籍上では「別氏」の制度にはならない。
民事行政審議会の答申では選択的夫婦別姓制度が導入された場合、同性・別姓いずれにおいても同一の戸籍に記載されるとしている。
保守派からは高山正之らのように戸籍運用の煩雑さ、非効率さからの人件費削減や、所得の正確な把握による脱税対策、さらには北朝鮮工作員辛光洙による戸籍乗っ取りなど、戸籍制度は本人であることの真正性が不確実であり、安全保障上の脆弱性を理由に米国のような社会保障番号制度への移行を求める主張がある。また、出生地差別を防ぐプライバシー保護などの理由、さらに夫婦別姓を選択する場合は夫婦同一戸籍ではなく個人戸籍にすべきと主張する橋下徹のような立場から戸籍制度の廃止を提唱する者もいる。一方で朝日新聞など革新勢力の立場からは国民総背番号制の国家による国民管理への懸念から戸籍廃止反対論が根強い。また近年ではSNSを中心に右派の立場から戸籍を日本の伝統文化として残そうとする戸籍廃止反対論がある。
国が管理しているため、政治的な判断で内容が書き換えられた事案がある。大田正一が生存していたことは海軍関係者も把握しており援助も行っていたが、桜花の責任問題に発展することを恐れ行政官庁を巻き込んで戸籍に虚偽の記載をしていた。

### 性同一性障害や性分化疾患
性同一性障害当事者で、性別の移行手術をした者は、戸籍上の性別と自身の術後の身体の状態が一致せず日常生活で混乱が起きることがある。従来は性別の変更が認められてこなかったが、2003年に性同一性障害特例法が成立し、2004年に施行した。申し立てを行い、必須要件を満たし第二項の要件を踏まえて厚生労働省の定める2人以上の医師の診断書と出生から全ての戸籍謄本及び本人の申し立て書などの受理により裁判官が全ての要件等を満たしたと判断されれば、従前の戸籍は残るが除籍され新たに性別を変更できるようになった。
日本の戸籍法により出生後14日以内に氏名と性別を登録する義務を親権者は負うが、性分化疾患などにより出生時の段階で性別の診断が確定しない場合は、医師の診断書を添えれば生後14日以降でも性別留保ができる。

## 用語
本籍・本籍地
戸籍が所属する場所である。本籍は国内（日本が領有権を主張しているものの、実効支配の及ばない地域も含む）なら何処でもよく変更も自由であるため、政治や思想的な意味で居住地以外に本籍を移す例がある。現行制度では「戸籍が所属する場所」以上の意味はないが、代々の本籍地を変更しない人もいる。
筆頭者
戸籍の最初に記載されている人物である。夫婦の戸籍では結婚時に名字が変わらなかった側の人物である。住民票における世帯主と異なり、生計を支える人物や生存者である必要はなく0歳児や物故者でもよい。
配偶者（はいぐうしゃ）
婚姻の相手である。基本的にいずれかが戸籍の筆頭者で、もう片方が非筆頭者である。
養子
法的に相続権などを与えられた人である。養子を受け入れる親は養親という。
通常は、普通養子のことをいう。この場合、戸籍上は男性は「養子」、女性は「養女」と記載される。
特別養子
法律上の扱いが、実子とほぼ同じ養子のこと。上記の普通養子とは要件が異なる。戸籍上の表記は実子の表記とほぼ同じである。通常の養子の場合実親との関係は継続するが、特別養子の場合は相続権を含め実親との関係のほとんどが無くなる事が大きな相違点である。

嫡出子（ちゃくしゅつし）
結婚中または離婚後300日以内の女性が生んだ子である。夫と血縁がなくても、嫡出否認の訴えもしくは親子関係不存在確認の訴えで請求認容判決がなされ、それが確定するまでは嫡出子と推定される（これを嫡出推定という）。
結婚後200日以内に生まれた子は、嫡出子としても非嫡出子としても出生届ができる。
非嫡出子
「嫡出でない子」のこと。婚外子とも呼ばれる。
入籍
出生などにより、既にある戸籍に入ること（要は戸籍謄本に本人の情報が記載されること）である。「入籍届」は、親が離婚した際、子を非筆頭者側が引き取って旧姓を名乗る場合などに出すものである。対語は「除籍」。
「入籍」という語を、婚姻届の届け出や結婚自体に用いることが多々見られるが、初婚同士のものが結婚する際は、分籍していなければ戸籍を新たに作成するため、「入籍」を用いることは一部の例外を除いて、法律的に誤りである。「婚姻届」を「入籍届」と言うこともあるが、これも同様に誤りであり、本来の入籍届を用いて婚姻の届け出を行うことはできない。
除籍
1. 死亡、結婚、離婚などにより、戸籍から除くことである。電算化されていない戸籍謄本では、除籍された人の名前に朱で大きく「×」が書かれる。電算化された戸籍全部事項証明書では、除籍された人の名前の左に枠付きで除籍と記される。対語は「入籍」。
2. 全員が除籍され、除籍簿に入った戸籍である。全員の除籍により誰もいなくなった戸籍は除籍簿に入れられる。従前戸籍への復帰要件を満たした場合でも復帰することはできない（同じ本籍地に戸籍を作ることは出来るが、戸籍としては別のものとなる）。除籍後は150年（2010年（平成22年）の戸籍法施行規則改正前は80年）以上保存される。2010年（平成22年）の改正前の保管期間は80年だったため、市町村によっては昭和初期の除籍について廃棄が始まっていたが、改正により廃棄は中止されることになった。除籍は、相続等における証明のできる書類として保存されるものであるが、除籍は意義のある史料でもあるため、歴史研究者などからは廃棄が始まっていることを問題視する意見も上がったことも改正の理由である。対語は「現戸籍」。

分籍届
一人だけ戸籍を分けることである。分けた当人が戸籍の筆頭者になる（その際に本籍地も設定できる）。18歳以上で、結婚歴がなければ可能（結婚歴があればその時点で親の戸籍から離れており無意味で、離婚して夫婦で戸籍が分かれても分籍とは呼ばない）。
転籍届
本籍を別の場所に移すことである。戸籍内の全員が一緒に転籍する。
他市町村へ本籍を移した場合、それまでの戸籍は除籍になり、移動先の市町村で新戸籍が編成される。
就籍
出生届が出されていないことや戸籍の記載の脱漏などで戸籍を有しない者を、新しく戸籍に入れることである。
現戸籍・現在戸籍
現在使用されている戸籍である。⇔除籍(2)
改製原戸籍
現行以前の戸籍制度の戸籍簿のことである。現場では「現戸籍」と混同しないために「はらこせき」（略称「はらこ」）ともいう。
昭和改製原戸籍
1948年（昭和23年）制定の戸籍よりも前の戸籍である。当初は改製より50年保存とされたが、「戸籍法第128条第1項の戸籍の改製に関する省令の一部を改正する省令」（平成16年法務省令第29号）により80年保存となり、更に「戸籍法施行規則等の一部を改正する省令」（平成22年法務省令第29号）により150年保存になった。
平成改製原戸籍
電算化済み自治体で、1948年（昭和23年）制定の戸籍のことである。改製より150年保存される。

再製原戸籍
汚れや不実記載などにより、戸籍再製の手続きが取られた場合の旧戸籍である。
電算化
事務の効率化のために、コンピュータで戸籍を管理することである。
無戸籍児・無戸籍者・無籍者
戸籍に記載されていない人物である。未就籍者も含む。
未就籍児・未就籍者
親の夜逃げや、ストーカー・DVからの避難など、何らかの理由で出生届のない者である。出生直後で出生届が出されていない乳児も含まれる。

職権消除（しょっけんしょうじょ）
担当者が職業上の権限によって、事実でない記述を戸籍から抹消することである。
例えば江戸時代生まれの人物の死亡届が出されておらず、ヒトの寿命からして明らかに死を推定できる、などの場合に管轄法務局の許可を得て行う。法的に死亡扱いとならない。
さかのぼり
相続手続きにあたり法定相続人を確定するため、被相続人の婚姻・離婚、養子縁組・離縁、子の出生、認知などを調査する必要がある。その目的で被相続人の死亡から出生までの戸籍証明類を取得すること。

## 法律上で存在しない地位・行為
第二次世界大戦終結後の大日本帝国憲法の廃止と日本国憲法の制定に伴い、1947年（昭和22年）に改正された民法と戸籍法、および全ての法律で、廃止された家制度に基づく概念・言葉・法的地位・法的行為が廃止された。
例としては、嫁、婿、舅、姑、義父、義母、義祖父、義祖母、義兄、義弟、義姉、義妹、実家、婚家、本家、分家、家長、家戸籍のほか「嫁ぐ」「嫁になる」「嫁入り」「嫁にやる」「嫁にだす」「嫁をもらう」「婿入り」「婿になる」「婿にやる」「婿にだす」「婚家の籍に入る」などがある。
一方で、法律上は血族である父母と姻族である義父母は区別される。それゆえ、たとえば住民票の続柄においては「夫の父」「妻の母」などの表記がありえる。また，2015年の国勢調査では、「世帯主の父母」と「世帯主の配偶者の父母」を区別して集計している。これらのように、似たような内容を意味する単語は今なお広く使われている。

## 行政手続
行政手続は行政書士、弁護士に依頼することができる。労働基準法により、労働者及び労働者になろうとする者は、その戸籍に関する証明を無料で取得することが可能である。